# Stethynium lutheri
Stethynium lutheri är en stekelart som beskrevs av Girault 1929. Stethynium lutheri ingår i släktet Stethynium och familjen dvärgsteklar. Inga underarter finns listade i Catalogue of Life.